# Amtsbezirk Litschau
Der Amtsbezirk Litschau war eine Verwaltungseinheit im Waldviertel in Niederösterreich.
Der Amtsbezirk war der Kreisbehörde in Krems an der Donau unterstellt und besorgte deren Amtsgeschäfte vor Ort. Die Zuständigkeit erstreckte sich neben Litschau auf die damaligen Gemeinden Altmanns, Brand, Eberweis, Eggern, Eisgarn, Finsternau, Gopprechts, Griesbach, Haugschlag, Heidenreichstein, Hirschenschlag, Hörmanns, Illmanns, Leopoldsdorf, Heidenreichsteiner Reinberg, Litschauer Reinberg, Reingers, Reitzenschlag, Rohrbach, Schandachen, Schlag, Schönau, Seyfrieds, Thaures und Wolfsegg.
Der Amtsbezirk umfasste dabei 26 Gemeinden mit 13.602 Einwohnern (lt. Zählung von 1851).